# Somers (Wisconsin)
Pour les articles homonymes, voir Somers.
Somers est un village du comté de Kenosha dans le Wisconsin. Sa population était de 9 059 habitants en 2000. L'university of Wisconsin-Parkside se trouve dans cette ville.

## Histoire
La communauté fut originellement nommée Pike le 15 avril 1843, son nom fut changé en Somers en 1851. La communauté porte parfois le surnom d'Aurora. Une histoire raconte qu'un riche Anglais portait ce nom et que les résidents voulaient qu'il finance une voie de chemin de fer de Pike à Chicago.

## Référence
- (en) Cet article est partiellement ou en totalité issu de l’article de Wikipédia en anglais intitulé « Somers, Wisconsin » (voir la liste des auteurs).